# Meizu 16Xs
Meizu 16Xs — смартфон середнього рівня, розроблений компанією Meizu. Був представлений 30 травня 2019 року.

## Дизайн
Передня та задня панелі виконані зі скла, а рамка — з алюмінію.
Знизу розміщені роз'єм USB-C, динамік, мікрофон та 3,5 мм аудіороз'єм, зверху — другий мікрофон, зліва — лоток під 2 SIM-картки, а справа — гойдалка регулювання гучності та кнопка блокування.
Meizu 16Xs продавався в 4 кольорах: Carbon Black (чорний), Pearl White (білий), Phantom Blue (синій) та Coral Orange (помаранчевий).

## Технічні характеристики

### Апаратне забезпечення
Meizu 16Xs отримав систему на кристалі середнього рівня Qualcomm Snapdragon 675. Смартфон має 6 ГБ оперативної пам'яті типу LPDDR4X та продавався в 64 ГБ або 128 ГБ пам'яті постійного зберігання типу UFS 2.1.
Батарея отримала об'єм 4000 мА·год та підтримку швидкої зарядки mCharge 4 потужністю 24 Вт.
Екран Super AMOLED, 6,2'', Full HD+ (2232 × 1080) зі співвідношенням сторін 18,6:9 та щільністю пікселів 403 ppi. Також під дисплей вбудовано оптичний сканер відбитків пальців.
Смартфон отримав основну потрійну камеру 48 Мп, f/1.7 (ширококутний) + 8 Мп, f/2.2 (надширококутний) + 5 Мп, f/1.9 (сенсор глибини) з фазовим автофокусом та здатністю запису відео в роздільній здатності 4K@30fps. Фронтальна камера отримала роздільність 16 Мп (ширококутний), світлосилу f/2.2 та здатність запису відео у роздільній здатності 1080p@30fps.

### Програмне забезпечення
Meizu 16Xs був випущений на Flyme 7.3, що базувалася на Android 9 Pie і був пізніше оновлений до Flyme 8.1 на базі Android 10.